# Ala-Kisosjärvi
Ala-Kisosjärvi är en sjö i Finland. Den ligger i kommunen Taivalkoski i landskapet Norra Österbotten, i den centrala delen av landet, 600 km norr om huvudstaden Helsingfors. Ala-Kisosjärvi ligger 223,6 meter över havet. Arean är 60,2 hektar och strandlinjen är 7,22 kilometer lång. Sjön  ingår i Ijo älvs huvudavrinningsområde. 